# میلری (آلاباما)
میلری (به انگلیسی: Millry) شهرکی در شهرستان واشینگتن ایالت آلاباما است که مساحت آن ۱۹٫۴۶ کیلومتر مربع است و در سرشماری سال ۲۰۱۰ میلادی، ۵۴۶ نفر جمعیت داشته و تراکم جمعیتی آن، ۲۸٫۰۶ نفر در هر کیلومتر مربع بوده است.